# Fuck U Skrillex You Think Ur Andy Warhol But Ur Not
F*ck U Skrillex You Think Ur Andy Warhol but Ur Not!! <3 – czwarty album studyjny producenta muzycznego Skrillexa, wydany 1 kwietnia 2025 roku przez wytwórnie Atlantic i OWSLA. Został zapowiedziany dzień przed premierą - 31 marca 2025 roku, za pośrednictwem mediów społecznościowych artysty. Jest to ostatni album wydany przez wytwórnie Atlantic i OWSLA. Album został opisany jako powrót do dubstepowych korzeni artysty, zawierający utwory wyprodukowane między innymi w roku 2010.

## Lista utworów
1. "Skrillex is Dead" - 0:51
2. "Spitfire" (Skrillex & Hawaii Slim) - 1:29
3. "While You Were Sleeping VIP" (Skrillex, Virtual Riot & Naisha) - 0:57
4. "Slickman" - 0:44
5. "Tears Lost Drop" (Skrillex, Joker & Sleepnet) - 1:16
6. "Things I Promised" - 0:57
7. "Recovery" (Skrillex & Space Laces) - 1:10
8. "Andy" - 1:52
9. "Squishy Clip" - 0:47
10. "Look at You" (Skrillex & Jónsi) - 0:51
11. "Gulab XX" (Skrillex & Naisha) - 1:19
12. "Momentum" (Skrillex, Zacari, Starrah & Ilykimchi) - 1:18
13. "Animals Beat" (Skrillex & Team EZY) - 0:29
14. "Mirchi Test" (Skrillex, Virtual Riot & Naisha) - 1:06
15. "Hold On" - 0:32
16. "See You Again VIP" (Skrillex, swedm® & LOAMoam) - 1:16
17. "Morja Kaiju VIP" - 1:29
18. "Korabu" (Skrillex, bgirl, PARISI, Varg2™, Whitearmor, Eurohead & jamesjamesjames) - 2:01
19. "Redline Dash" - 1:16
20. "Zeet Noise" (Skrillex, Boys Noize & Dylan Brady) - 2:14
21. "Booster" (Skrillex & Dylan Brady) - 1:52
22. "Fricky VIP" - 0:38
23. "Ultra Intro" (Skrillex & LH4L) - 1:03
24. "Jungundra" - 1:29
25. "Druids" (Skrillex & G Jones) - 1:39
26. "Biggy Bap" (Skrillex & Wuki) - 2:55
27. "Say Goodbye" (Skrillex, Njomza & swedm®) - 1:48
28. "Mosquitotouille" - 0:38
29. "Baby Royal" (Skrillex & swedm®) - 0:51
30. "G2G" (Skrillex, swedm® & Badriia) - 1:47
31. "DnB Ting" (Skrillex & Majestic) - 1:05
32. "San Diego VIP" - 1:40
33. "Voltage" - 2:09
34. "Azasu" (Skrillex & swedm®) - 2:43